# Séparation de l'Église et de l'État au Canada
En droit canadien, la  séparation de l'Église et de l'État n'est pas directement inscrite dans la Charte canadienne des droits et libertés, mais elle est reconnue comme une composante de la liberté de religion dans l'arrêt de la Cour suprême du Canada Mouvement laïque québécois c. Saguenay (Ville) en date du 15 avril 2015. 

## Charte canadienne des droits et libertés
La Charte canadienne des droits et libertés, promulguée le 17 avril 1982 et dont la dernière version en vigueur date du 12 mars 1993, texte de niveau constitutionnel, énonce dans son préambule que le Canada « est fondé sur des principes qui reconnaissent la suprématie de Dieu et la primauté du droit ». La liberté religieuse est également garantie. Le Québec a également sa Charte des droits et libertés garantissant les libertés fondamentales de religion et de conscience et l'égalité des droits pour tous. Les dispositions des chartes canadienne et québécoise sont interprétées comme comportant une obligation de neutralité.

## Jurisprudence des tribunaux
En vertu de cette obligation, l'État doit demeurer «un acteur neutre dans les rapports entre les diverses confessions ainsi qu’entre celles-ci et la société civile » . Ainsi les arrêts de la Cour suprême du Canada : Congrégation des témoins de Jéhovah de St-Jérôme-Lafontaine c Lafontaine (Village), en 2004 (2 RCS 650 (recueil : page 680) et R. c. Big M Drug Mart en 1985 (RCS 295), ont affirmé que la Loi sur le dimanche, qui interdisait les activités commerciales le dimanche, n'avait pas un but légitime dans « une société libre et démocratique ».

## Politiques publiques en lien avec les religions

### Écoles, hôpitaux et places publiques
Comme dans la plupart des pays, la forme spécifique et unique de séparation aux États-Unis ne s'applique pas au Canada, ni le modèle français de laïcité. L'éducation religieuse dans les écoles publiques n'est pas formellement interdite par les textes de niveau constitutionnel mais elle peut entrer en conflit avec certaines dispositions de ceux-ci, notamment avec les libertés fondamentales de conscience et de religion. C'est sur cette base, d'ailleurs, que l'enseignement confessionnel qui était offert dans les écoles publiques du Québec, jusqu'au milieu des années 2000, a été remplacé depuis par un cours obligatoire, non confessionnel, intitulé Éthique et culture religieuse. Les crucifix et autres symboles religieux restent présents sur la place publique et font l'objet de controverses publiques et de débats judiciaires. Hors Québec, quelques écoles publiques canadiennes font réciter aux élèves la prière Notre Père. Les tribunaux canadiens sont critiques face à cette pratique, qui peut entrer en conflit avec les libertés fondamentales des élèves.

### Exemptions fiscales
Au Canada, il n'y a pas de religion d'État mais les groupes religieux peuvent demander à bénéficier d'une exonération d'impôt. Les édifices religieux sont exemptés des taxes municipales et scolaires et des taxes de vente. Le membre du clergé reçoit une déduction de son revenu pour sa résidence, et les membres des ordres religieux qui font un vœu de pauvreté perpétuelle reçoivent une déduction d'impôt. Dans la plupart des provinces, les écoles privées, souvent confessionnelles, ne sont pas financées par l'État. [réf. nécessaire]

### Financement d'écoles privées et d'écoles séparées
La situation diffère au Québec, province qui finance les écoles privées accréditées (y compris les écoles catholiques, protestantes, juives ou musulmanes) à hauteur de 60 %. Hors Québec, il existe des systèmes d'éducation catholique financés par les fonds publics, à côté d'un système d'éducation public et laïc accessible à tous. Par exemple, en Ontario, la Constitution de la province prévoit l'existence d'écoles dites «séparées» pour les Franco-Ontariens. Ces écoles ne sont pas fréquentées exclusivement par des catholiques pratiquants.[réf. nécessaire]

### Abolition de la diffamation blasphématoire
Dans le code criminel du Canada, la « diffamation blasphématoire » était une infraction passible d'un maximum de deux ans de prison jusqu'en 2018.Le 7 janvier 2015, des militants laïcs ont demandé l'abrogation de la loi anti-blasphème au Canada. « Les chefs de deux organisations de défense de la laïcité – Humanist Canada(en) et le Center for inquiry(en) – ont rencontré des officiels du gouvernement : « Ces meurtres (les attentats contre Charlie Hebdo) nous attristent profondément et nous convainquent encore davantage qu'il faut éliminer les vestiges de ces attitudes anciennes », a expliqué Eric Adriaans, le directeur du Center for Inquiry », qui pense que « l'interdiction du blasphème est en contradiction avec les idéaux de liberté d'expression que le gouvernement canadien défend à l'international ». Cette disposition du Code criminel a été abrogée lors d'une réforme du Code criminel en 2018.

## Lois québécoises
Le 16 juin 2019, l'Assemblée nationale du Québec a adopté la Loi sur la laïcité de l'État. L'article premier stipule que « L’État du Québec est laïc ». Le 28 mars 2019, soit le même jour que le dépôt du projet de loi, l'Assemblée a adopté à l'unanimité une motion prévoyant le déplacement de son crucifix en dehors du salon où elle siège, une fois le projet de loi définitivement adopté,.
Malgré la laïcisation de l'État québécois, plusieurs lois encore en vigueur s'appliquent de manière exclusive à l'organisation interne de l'Église catholique. Parmi celles-ci, il y a la Loi sur les évêques catholiques romains, la Loi sur les fabriques, la Loi sur les compagnies de cimetières catholiques romains et la Loi sur les terrains des congrégations religieuses, la Loi sur les corporations religieuses et la Loi sur la liberté des cultes. Par ailleurs, les dispositions de lois fiscales qui accordent des exemptions d'impôt aux Églises sont incluses dans le droit civil ecclésiastique. Il existe encore aujourd'hui un certain nombre de juristes spécialisés,  dans les interprétations de la Loi sur les fabriques et des autres lois affectant les institutions religieuses.

## La séparation de l'Église et de l'État n'est pas supérieure au privilège parlementaire
En droit canadien, le privilège parlementaire est une règle constitutionnelle qui existe en dehors de la Charte canadienne des droits et libertés. Il concerne la possibilité pour le Parlement fédéral ou une Assemblée provinciale d'être gouverné en fonction de ses règles spécifiques, internes à cette structure délibérante. La Charte canadienne des droits ne peut pas invalider ce qui en découle car une partie de la Constitution du Canada ne peut pas invalider une autre partie de la Constitution. Par exemple, il existe une prière du Notre Père à l'Assemblée législative de l'Ontario  et une prière à la Chambre des communes du Canada. Cette règle de privilège parlementaire ne s'applique pas aux conseils municipaux, d'où l'interdiction de la prière au conseil municipal de la ville de Saguenay (arrêt de la Cour suprême du Canada du 15 avril 2015).
Au paragraphe 142 de cet arrêt, la Cour suprême du Canada donne trois raisons pour ne pas invalider la prière de la Chambre des communes : 

« Premièrement, nous ne disposons d’aucune preuve sur l’objet de la prière de la Chambre des communes. 
Deuxièmement, les circonstances entourant la récitation des deux prières diffèrent. 
Troisièmement, il est possible que la prière de la Chambre soit soumise au privilège parlementaire, comme l’ont suggéré certains tribunaux  (Ontario (Speaker of the Legislative Assembly) c. Ontario (Human Rights Commission) (2001), 2001 CanLII 8549 (ON CA), 54 O.R. (3d) 595 (C.A.); voir aussi Renfrew, par. 22). »